# Börnchen (Glashütte)
Börnchen ist ein Ortsteil der sächsischen Stadt Glashütte im Landkreis Sächsische Schweiz-Osterzgebirge.

## Geografie
Börnchen liegt etwa fünf Kilometer südöstlich von Glashütte im Osterzgebirge. Der Ort liegt auf einem Berg rechts des Müglitztals.

### Nachbarorte
| Bärenhecke | Dittersdorf                                 | Döbra       |
|            | Kompassrose, die auf Nachbargemeinden zeigt | Waltersdorf |
| Bärenstein | Müglitz                                     | Liebenau    |

## Geschichte
Das Waldhufendorf Börnchen war 1696 zum Amt Pirna gehörig. Die Grundherrschaft übte das Rittergut Bärenstein aus. Von 1856 bis 1875 gehörte Börnchen dem Gerichtsamt Lauenstein an, danach der Amtshauptmannschaft Dippoldiswalde. Im Jahr 1900 betrug die Fläche der Gemarkung 380 Hektar. Alle 227 Einwohner waren 1925 evangelisch-lutherisch. Der Ort war nach Dittersdorf gepfarrt. 1952 wurde Börnchen Teil des Kreises Dippoldiswalde. Als erster und letzter neuer Ortsteil wurde Börnchen 1974 nach Dittersdorf eingemeindet. Der Kreis Dippoldiswalde ging 1994 in den Weißeritzkreis über. Die Eingemeindung Dittersdorfs und seiner Ortsteile Rückenhain, Börnchen und Neudörfel erfolgte 1996. Börnchen wurde im August 2008 Teil des aus Landkreis Sächsische Schweiz und Weißeritzkreis gebildeten Landkreises Sächsische Schweiz-Osterzgebirge.

### Entwicklung der Einwohnerzahl
| Jahr | Einwohnerzahl                                       |
| ---- | --------------------------------------------------- |
| 1551 | 23 besessene Mann, 34 Inwohner                      |
| 1764 | 16 besessene Mann, 6 Häusler, 4 Wüstungen, 14 Hufen |
| 1834 | 203                                                 |
| 1871 | 209                                                 |

| Jahr | Einwohnerzahl |
| ---- | ------------- |
| 1890 | 227           |
| 1910 | 212           |
| 1925 | 227           |
| 1939 | 200           |

| Jahr | Einwohnerzahl |
| ---- | ------------- |
| 1946 | 273           |
| 1950 | 259           |
| 1964 | 228           |